# Pediobius bifoveolatus
Pediobius bifoveolatus  (лат.) — вид паразитических наездников рода Pediobius из семейства  Eulophidae (Chalcidoidea) отряда перепончатокрылые насекомые. Япония. Переднеспинка с шейкой, отграниченной килем (поперечным гребнем). Щит среднеспинки с развитыми изогнутыми парапсидальными бороздками. Ассоциированы с бабочками-листовёртками Adoxophyes orana (Tortricidae) и бетилоидными осами Goniozus japonicus (Bethylidae).